# Erhard Denninger
Erhard Denninger (* 20. Juni 1932 in Kortrijk, Belgien; † 1. Dezember 2021 in Königstein im Taunus) war ein deutscher Staatsrechtslehrer und Publizist. Er war Rektor der Johann Wolfgang Goethe-Universität in Frankfurt am Main.

## Werdegang
Denninger studierte von 1950 bis 1956 Philosophie und Rechtswissenschaft an den Universitäten in Tübingen, Lausanne und Mainz. Nach Staatsexamina (1956/60) und Promotion (1958)  war er Assistent. 1966 habilitierte er sich bei Peter Schneider an der Universität Mainz und nahm anschließend dort einen Lehrauftrag an.
1967 wurde Denninger auf einen Lehrstuhl für Öffentliches Recht und Rechtsphilosophie an der Johann Wolfgang Goethe-Universität in Frankfurt am Main berufen. Von 1978 bis 1979 war er Dekan der Fakultät, von 1970  bis 1971 Rektor und 1973/1974 Leiter der Hochschulabteilung im Hessischen Kultusministerium unter Ludwig von Friedeburg. 1993/1994  war er Fellow des Wissenschaftskolleg zu Berlin und von 1995 bis 2000 stellvertretender Richter am Thüringer Verfassungsgerichtshof. 1999 wurde er als Professor emeritiert.
Denninger war von 1979 bis 2001 Mitorganisator und Moderator der Römerberggespräche in Frankfurt am Main.
Im September 2019 gehörte er zu den etwa 100 Staatsrechtslehrern, die sich mit dem offenen Aufruf zum Wahlrecht Verkleinert den Bundestag! an den Deutschen Bundestag wandten.

## Auszeichnungen
- 1999 Verleihung der Wilhelm-Leuschner-Medaille des Landes Hessen
- 2004 Laurea honoris causa (Dr. iur. h. c.) der Universität Florenz.
- 2013 Verdienstorden der Italienischen Republik (Commendatore)

## Privates
Erhard Denninger war seit 1961 mit einer Italienerin aus Umbrien verheiratet und Vater zweier Töchter. Er lebte in Königstein im Taunus, wo er auch am 1. Dezember 2021 verstarb.

## Schriften (Auswahl)
- Erhard Denninger: Die Traditionsfunktion des Seekonnossements im internationalen Privatrecht. In: Arbeiten zur Rechtsvergleichung. Band 6. Metzner, Frankfurt am Main, Berlin 1959 (zugl. Mainz, Rechts- u. wirtschaftswiss. F., Diss. v. 28. Jan. 1960).
- Erhard Denninger: Rechtsperson und Solidarität. Ein Beitrag zur Phänomenologie des Rechtsstaates unter besonderer Berücksichtigung der Sozialtheorie Max Schelers. Metzner, Frankfurt am Main, Berlin 1967 (zugl. Mainz, Rechts- u. wirtschaftswiss. F., Hab.Schr. v. 4. Febr. 1966).
- Erhard Denninger: Die Grundrechte./ Verwaltung im Rechts- und Sozialstaat. In: Rudolf Wiethölter (Hrsg.): Rechtswissenschaft. Funk-Kolleg zum Verständnis der modernen Gesellschaft. Band 4. Fischer-Bücherei, Frankfurt am Main Oktober 1968, S. 335–346, 346–358.
- Erhard Denninger: Staatsrecht I: Einführung in die Grundprobleme des Verfassungsrechts der Bundesrepublik Deutschland. Die Leitbilder: Leerformeln? Lügen? Legitimationen? In: rororo-Studium. Band 34. Rowohlt, Reinbek bei Hamburg 1973, ISBN 3-499-21034-7.
- Erhard Denninger: Staatsrecht II: Einführung in die Grundprobleme des Verfassungsrechts der Bundesrepublik Deutschland. Funktionen und Institutionen. In: rororo-Studium. Band 121. Rowohlt, Reinbek bei Hamburg 1979, ISBN 3-499-21121-1.
- Erhard Denninger: Verfassungstreue und Schutz der Verfassung. Der öffentliche Dienst im Staat der Gegenwart. Berichte und Diskussionen auf der Tagung der Vereinigung der Deutschen Staatsrechtslehrer in Bonn vom 4.–7. Oktober 1978. In: Veröffentlichungen der Vereinigung der Deutschen Staatsrechtslehrer (VVdStRl). Reprint 2012 Auflage. Band 37. De Gruyter, Berlin, Boston 1979, ISBN 978-3-11-088048-9, S. 7–173, doi:10.1515/9783110880489.7.
- Mitherausgeber und Mitautor des Kommentars zum Grundgesetz für die Bundesrepublik Deutschland, Reihe Alternativkommentare, Luchterhand Neuwied 1984 ff.
- Erhard Denninger: Der gebändigte Leviathan. Nomos, Baden-Baden 1990, ISBN 3-7890-2062-1.
- Hans Lisken, Erhard Denninger: Handbuch des Polizeirechts. Hrsg.: Hans Lisken, Erhard Denninger. C.H. Beck, München 1992, ISBN 3-406-35625-7 (6. Auflage 2018).